# شهرستان آرزا
شهرستان آرزا یک منطقهٔ مسکونی در اریتره است که در منطقه جنوبی (اریتره) واقع شده‌است.